# Флавій Аніцій Гермогеніан Олібрій
Флавій Аніцій Гермогеніан Олібрій (д/н — після 397) — державний діяч Римської імперії. Останній консул єдиної держави.

## Життєпис
Походив з роду Публіліїв Пробів, пов'язаний за жіночою лінією з патриціанськими родами Петроніїв і Аніціїв. Син Секста Клавдія Петронія Проба, консула 371 року, та Аніції Фальтонії Проби. Ім'я Гермогеніан Олібрій отримав від свого діда по материнській лінії Квінта Клодія Гермогеніана Олібрія, консула 379 року. 
Здобув гарну освіту. Виховувався у християнському дусі. У 390 році став одним з очільників християнської групи в римському сенаті, де більшість належала поганам. На той час мав досить молодий вік. 394 році підтримав імператора Феодосія I у боротьбі проти узурпатора Євгенія. 
У 395 році стає консулом (разом з Флавієм Аніцієм Пробіном на сході). У 397 році згадується в листі Квінта Аврелія Сіммаха.

## Родина
Дружина — Аніція Юліана, донька Аніція Авхенія Басса, міського префекта Риму.
Діти:
- Аніцій Проб, претор 424 року. На думку низки дослідників був батьком імператора Олібрія.
- Деметріада